# Андрієвка (Алтайський район)
Андрі́євка (каз. Андреевка) — село у складі Алтайського району Східноказахстанської області Казахстану. Входить до складу Средигорненського сільського округу.
Населення — 78 осіб (2021; 200 у 2009, 255 у 1999, 274 у 1989).
Національний склад станом на 1989 рік:
- росіяни — 100 %